# Likasi
Likasi er en by i den sydlige del af Demokratiske Republik Congo, med et indbyggertal (pr. 2015) på cirka 635.000  mennesker. Byens primære beskæftigelseskilde er minedrift.